# Пасторе, Джампьеро
Джампьеро Пасторе (итал. Giampiero Pastore, род.7 мая 1976) — итальянский фехтовальщик-саблист, призёр чемпионатов мира и Олимпийских игр.

## Биография
Родился в 1976 году в Салерно. В 1998 году завоевал бронзовую медаль чемпионата Европы. В 1999 году завоевал бронзовую медаль чемпионата Европы. В 2000 году принял участие в Олимпийских играх в Сиднее, но там итальянские саблисты были лишь 8-ми. В 2002 году стал обладателем серебряных медалей чемпионата мира и Европы. На чемпионате Европы 2003 года завоевал серебряную медаль. В 2004 году стал обладателем серебряной медали Олимпийских игр в Афинах в командном первенстве, а в личном первенстве стал 22-м, после чего ему было присвоено звание офицера ордена «За заслуги перед Итальянской Республикой». В 2005 году завоевал серебряную медаль чемпионата мира. На чемпионате мира 2007 года стал обладателем бронзовой медали. В 2008 году стал обладателем бронзовой медали Олимпийских игр в Пекине в командном первенстве. В 2009 году стал обладателем золотой и бронзовой медалей чемпионата Европы, а также серебряной медали чемпионата мира. В 2011 году стал чемпионом Европы и бронзовым призёром чемпионата мира.